# SFP+

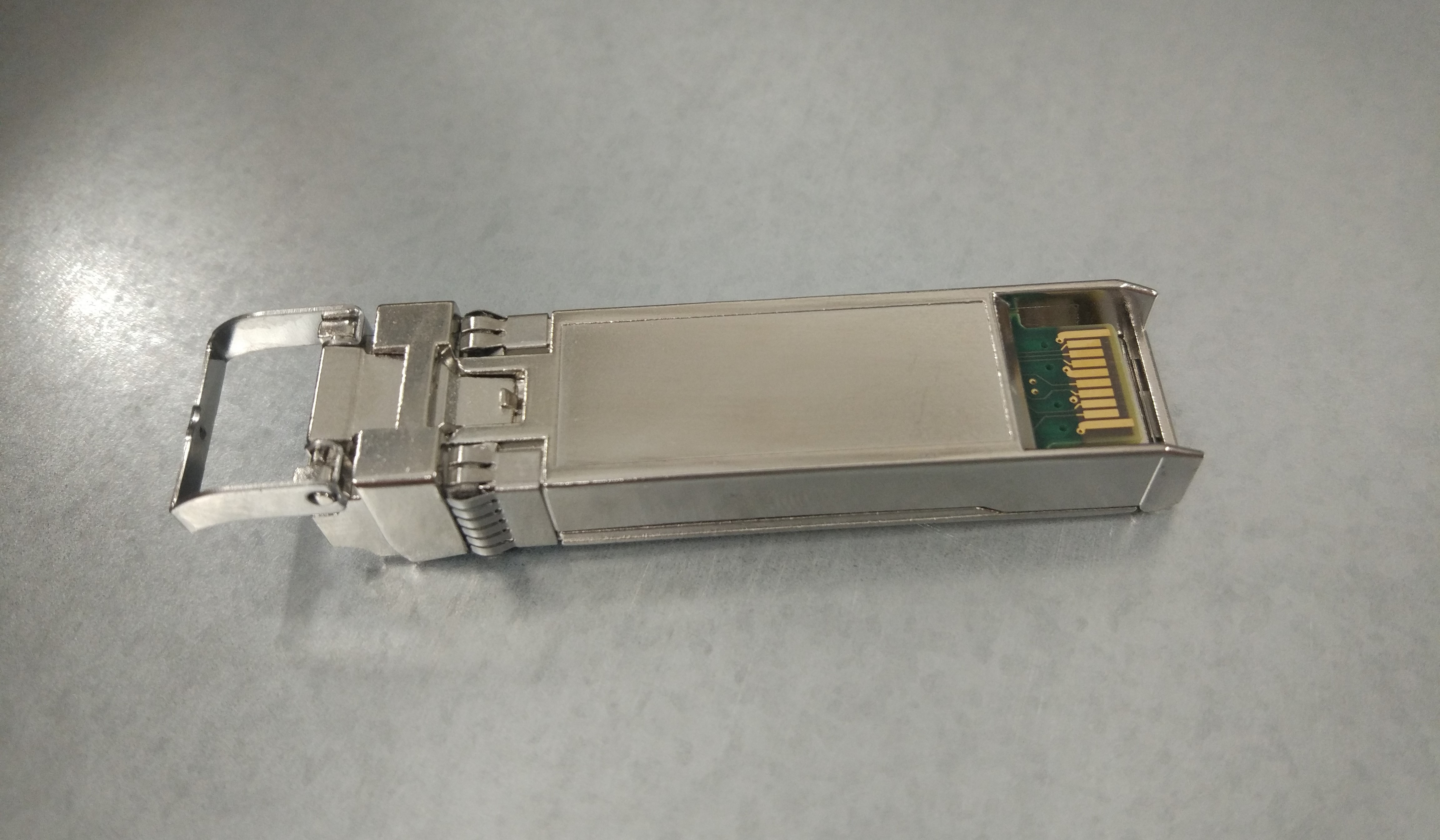
SFP+ модуль, вид сбоку. Справа видна контактная группа.

SFP+ (англ. Enhanced Small Form-factor Pluggable, SFF-8431, SFF-8083) — промышленный стандарт модульных компактных приёмопередатчиков (трансиверов), используемых для передачи данных в телекоммуникациях.
SFP+ является расширенной версией приемопередатчика SFP, способной поддерживать скорости передачи данных  от 4Gbit/s до 10 Gbit/s. SFP+ был сначала издан 9 мая 2006 г.; версия 4.1 была издана 6 июля 2009 г.
Обычный SFP модуль не может быть использован в разъеме SFP+, если иное не оговорено в спецификации оборудования. Для разъёмов X2 существуют переходники на один модуль SFP+ или два модуля SFP.
За счет малых габаритов количество разъёмов SFP+ на стандартный 1U 19″ может быть существенно больше, чем других разъёмов 10G. Ограничение в габаритах ухудшило охлаждение модулей SFP+, в результате чего они имеют меньшую мощность по сравнению с другими модулями, способными поддерживать скорости передачи данных до 10 Gbit/s, что сказывается на максимальной длине оптического кабеля между модулями (по состоянию на середину 2013 г.).

## Технические характеристики SFP+ модулей
- Спецификации: SFF-8431
- Допускается «горячая» замена модуля, без выключения электропитания оборудования (hot-swap)
- Тип оптического волокна: многомодовое (MM) или одномодовое (SM)
- Количество волокон: одно или два

Существуют как оптические, так и электрические (twinax, direct attached) кабели, оснащенные несъемными SFP+ модулями. Они подключаются непосредственно к SFP+ разъёмам. (подробнее…)
Физические скорости для 10 Гбит/с соединения находятся в диапазоне от 9,95 Гбит/с  (SONET OC-192) до 11.1 Гбит/с (10 Гбит/с Ethernet с коррекцией G.709 FEC).

## Спецификации
Исходный стандарт для SFP+, SFF-8084 определял скорости до 4 Гбит/с.
Стандарт SFF-8083 определял скорости до 10 Гбит/с (модули SFP10). В SFF-8081 максимальные скорости увеличены до 16 Гбит/с (SFP16), в SFF-8402 до 28 Гбит/с (SFP28).
Дополнительные спецификации описывают 20-контактный электрический интерфейс SFP+ и механические параметры модулей и разъёмов:
- SFF-8071 SFP+ 1X 0.8mm Card Edge Connector
- SFF-8418 SFP+ High Speed Electrical Interface
- SFF-8419 SFP+ Low Speed Electrical Interface
- SFF-8432 SFP+ Module and Cage
- SFF-8433 SFP+ Ganged Cage Footprints and Bezel Openings
- SFF-8472 SFP+ Management Interface

Стандарт SFP+ является развитием более раннего "SFP interface" (INF-8074i).